# Southwest Airlines
Southwest Airlines (SWA) Inc. is een luchtvaartmaatschappij in de Verenigde Staten (VS), met als basis Dallas in de staat Texas. Southwest vliegt relatief korte afstanden binnen de VS. De gemiddelde vluchtlengte is 1345 km. Sinds 2003 is de luchtvaartmaatschappij, gemeten in vervoerde passagiers, de grootste luchtvaartmaatschappij in het land. Southwest Airlines staat bekend als een lagekostenluchtvaartmaatschappij.

## Activiteiten
Air Southwest Co. werd opgericht op 15 maart 1967. De Amerikaanse markt was sterk gereguleerd en het duurde enkele jaren en processen voor de rechtbanken alvorens het toestemming kreeg om daadwerkelijk vluchten uit te voeren. In maart 1971 waren de belangrijkste belemmeringen weggenomen en de naam werd gewijzigd in Southwest Airlines Co. Op 8 juni 1971 kreeg het bedrijf een beursnotering aan de New York Stock Exchange. De introductiekoers was US$ 11. Op 18 juni 1971 vertrok de eerste vlucht van Southwest in Texas. Southwest hanteert een model van lage kosten en goedkope vliegtickets. Dit sloeg aan en de maatschappij liet een snelle groei zien in de daarop volgende decennia. 
In september 2010 maakt Southwest de overname bekend van concurrent AirTran Airways. Southwest betaalde US$ 1,4 miljard en het was de grootste overname in haar geschiedenis. Na de overname is het routenetwerk van Southwest met een kwart groter geworden. AirTran voegt ook de eerste internationale bestemmingen toe aan het netwerk. Southwest had op het moment dat de overname werd aangekondigd een vloot van 547 toestellen en AirTran 138 stuks.
In 2024 behaalde het bedrijf een omzet van US$ 27,5 miljard en een nettowinst van US$ 0,5 miljard. De vloot bestond uit 803 narrow-bodyvliegtuigen van Boeing per 31 december 2024, veruit het grootste deel in eigendom. De gemiddelde leeftijd van de vloot was zeven jaar. Het bedrijf telde 72.450 medewerkers en vervoerde in totaal 175 miljoen passagiers.

### Resultaten
In 1971 bestond de maatschappij nog geen jaar en in 1972 werd voor het eerst over een volle periode van 12 maanden een jaarverslag gepubliceerd. In 1973 boekte Southwest de eerste bescheiden winst van US$ 53.000. Southwest heeft sindsdien altijd winst gerapporteerd, met uitzondering van 2020 toen de hele luchtvaartsector zwaar werd geraakt door de coronapandemie.
| Jaar | Omzet (×US$ miljoen) | Nettoresultaat (×US$ miljoen) | Passagiers (× miljoen) | Vloot | Werknemers |
| ---- | -------------------- | ----------------------------- | ---------------------- | ----- | ---------- |
| 1972 | 6                    | −2                            | 0,3                    |       |            |
| 1980 | 213                  | 28                            | 6                      | 23    | 1839       |
| 1990 | 1187                 | 47                            | 20                     | 106   | 8620       |
| 2000 | 5650                 | 625                           | 64                     | 344   | 29.274     |
| 2005 | 7584                 | 548                           | 78                     | 445   | 31.729     |
| 2010 | 12.104               | 459                           | 88                     | 548   | 34.901     |
| 2015 | 19.820               | 2181                          | 118                    | 704   | 49.583     |
| 2020 | 9048                 | −3074                         | 54                     | 718   | 56.537     |

## Vloot
De vloot van Southwest Airlines in januari 2024 bestaat uit de volgende vliegtuigen:
De vloot heeft een gemiddelde leeftijd van 12 jaar. Southwest Airlines heeft bij Boeing een order voor 35 toestellen van het type 737 MAX. In 2017 ontving de luchtvaartmaatschappij ook al toestellen van het type 737 MAX.

## Bestemmingen
Southwest Airlines vloog in februari 2015 naar 93 bestemmingen in de VS, Mexico en 7 andere bestemmingen in het Caribisch gebied.
Southwest Airlines vloog op dat moment naar de volgende bestemmingen:
|  | Focus city               |
|  | Toekomstige bestemmingen |
|  | Beëindigde bestemming    |

## Incidenten
- Op 24 mei 2003 kreeg vlucht 2066, een Boeing 737-300, toestemming om te landen in zwaar weer op baan 04 op Amarillo International Airport in de Verenigde Staten. Het vliegtuig landde maar de bemanning vergat het vliegtuig met de landingsbaan recht te trekken. Het neuswiel brak af waardoor het vliegtuig op zijn neus verder schoof. Alle 68 passagiers overleefden het incident.
- Op 8 december 2005 remde vlucht 1248, een Boeing 737-700, te laat en schoot door een hek de openbare weg op. De 737 botste op een aantal passerende auto's. Een 6-jarige jongen is hierbij aan zijn verwondingen overleden. De passagiers bleven ongedeerd.
- Op 13 juli 2009 ervoer de piloot tijdens vlucht 2294 een snelle decompressie in de Boeing 737-300. De bemanning besloot een noodlanding te maken op Charleston-Yeager Airport. Na inspectie bleek er een groot gat van 43x20 cm aan de bovenkant van de romp te zitten. Alle 131 passagiers bleven ongedeerd.
- Op 1 april 2011 deed zich een vergelijkbaar incident voor tijdens vlucht 812. Er ontstond een gat van circa een meter lang in het dak van het passagierscompartiment. De betreffende Boeing 737-300 wist een veilige landing te maken op een militaire basis bij Yuma in Arizona. Als gevolg van dit incident werden 79 Boeing 737-300's van Southwest Airlines aan de grond gehouden voor inspectie waardoor er veel vluchten uitvielen.[5]
- Op 17 april 2018 deed zich er een explosie voor in een motor van vlucht 1380 dat van LaGuardia op weg was naar Dallas in Texas. Hierbij werd ook een raam ernstig beschadigd. Als gevolg maakte de Boeing 737-700 een noodlanding op Philadelphia International Airport. Bij het incident kwam een persoon om het leven, zeven anderen raakten lichtgewond.